# 俄罗斯帝国外交政策

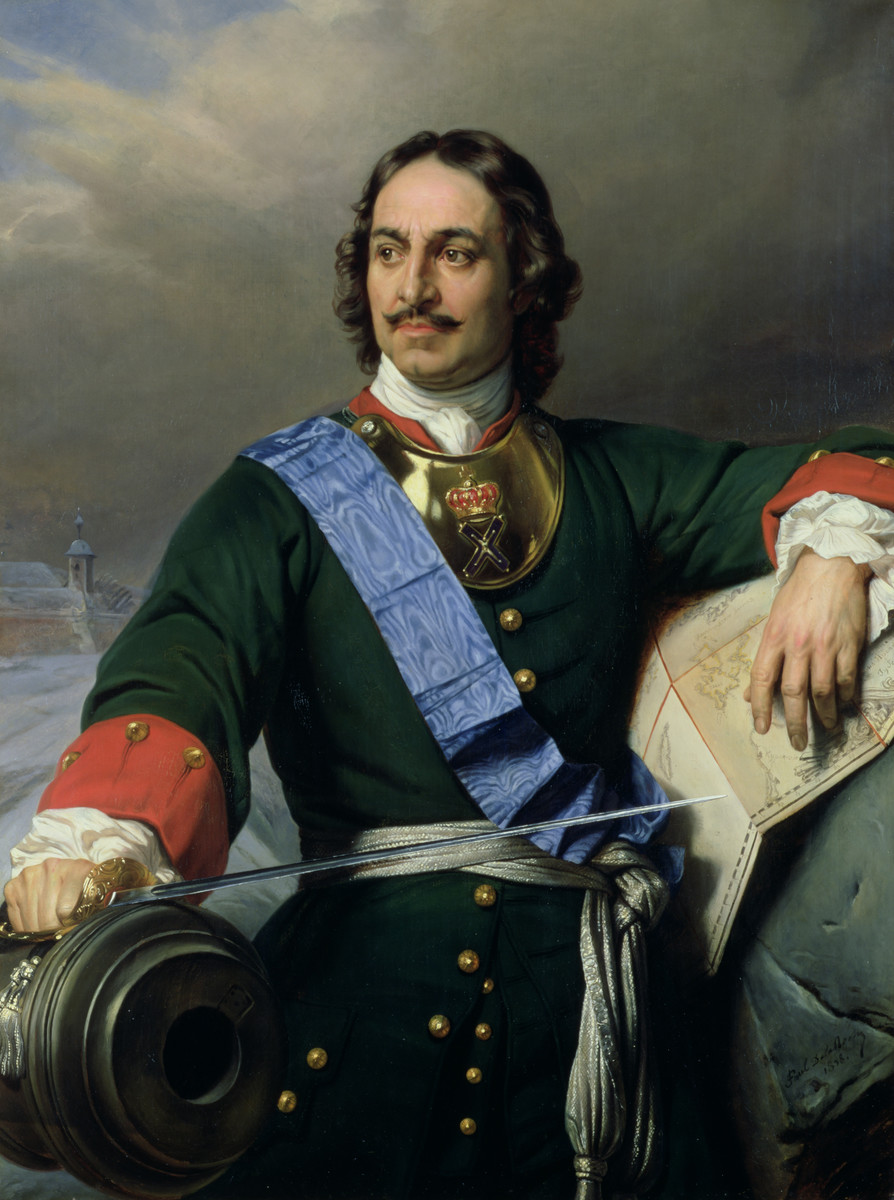
1721年，沙皇彼得大帝正式将俄罗斯沙皇国更名为俄罗斯帝国，并成为其第一任皇帝

俄罗斯帝国的外交政策指自1721年俄罗斯沙皇国更名至1917年俄罗斯帝国覆灭期间，俄罗斯对外的关系与政策。在沙皇专制制度的影响下，皇帝/皇后参与所有俄罗斯帝国的主要决策。因此，彼得大帝和凯瑟琳大帝等领导人能够从这些强有力而又一致的决策中获利，长期手握政权。然而也有一些软弱的沙皇备受阴谋和暗杀困扰。当统治者软弱无能，抑或是王位更替迅速异常时，一些不可预测的事变甚至混乱也就已经离帝国不远了。
1812年前，俄国在拿破仑战争中作用相对较小；然而，俄法战争后拿破仑大军元气大伤，让这一态势有了明显扭转。之后，俄罗斯在反法联军和1815年至1848年期间欧洲为恢复贵族地位而设定的保守条款两方面发挥了重要作用。1568年至1918年间，俄罗斯与奥斯曼帝国进行了数次战争；1856年，俄军在克里米亚战争中兵败于英、法和奥斯曼帝国联盟。19世纪后期，俄国也发动了一系列小型战争。
从伊凡雷帝时期的三个世纪以来，俄罗斯以每年18,000平方英里的速度向各个方向扩张，这才铸就了迄今为止陆地面积最大的国家版图。这也让许多拥有自己的宗教或语言的一些少数民族群体落入了俄罗斯的统治体系中。俄罗斯帝国的政治制度是沙皇统治的专制制度；这一制度在后期也受到了各种革命团体的挑战，而后者很大程度上被当时作为警察国家的俄国压制——这些反对者最终被流放到较为偏远的西伯利亚，自生自灭。19世纪50年代，俄罗斯领土扩张基本停止，但仍有一些往阿富汗和印度次大陸的小规模扩张，这给当时控制印度的英国带来了一定程度的困扰。不过，俄罗斯历代以来的主要敌人一直是阻挡俄罗斯进入地中海的奥斯曼帝国——后来的沙皇也暗中指使巴尔干地区的斯拉夫叛乱分子与奥斯曼帝国对抗。比如支持塞尔维亚人反抗奥地利人。塞尔维亚与俄罗斯一样，信仰东正教，文化上则也隶属于斯拉夫文化，这也是俄罗斯支持塞尔维亚的主要原因之一。19世纪90年代，俄罗斯的主要盟友变为了法国——法国需要利用俄罗斯的规模和实力来与于1871年刚成立却日益强大的德意志帝国相抗衡。
1914年，俄罗斯宣布参加第一次世界大战，并与德国和奥匈帝国对抗，以保卫塞尔维亚王国；同时，俄罗斯也希望借此机会灭掉奥匈帝国，夺得地中海的通行权。英国和法国与之结盟，并向俄罗斯提供财政援助。然而，俄军在前线节节败退，国内政治和经济体系也逐渐显得风雨飘摇——俄罗斯人对失败的尼古拉二世逐渐失去了信心。 1917年的一系列革命终于让俄罗斯帝国分崩离析，而芬兰、波兰、乌克兰等较小的民族国家也在此时宣布独立。在 1917年至1922年各协约国插手的俄罗斯内战之后，列宁领导的新共产主义政权确立，并于1922年建立苏维埃社会主义共和国联盟（苏联）。之后的俄罗斯对外关系见苏联外交条目。

## 外交策略
从16世纪莫斯科公国时期到1914年第一次世界大战为止，通过战争和条约进行地理扩张是俄罗斯外交政策的核心战略。这段时间，俄罗斯帝国的主要目标是领土、温水港和东正教领土的保护，主要武器是规模庞大且训练有素的俄罗斯帝国军队。尽管国内经济难以提供足够的支持，战场上也偶尔会传来败绩，但这一扩张策略在20世纪之前总体来说不无成效。

### 西线：对波兰和波罗的海列国

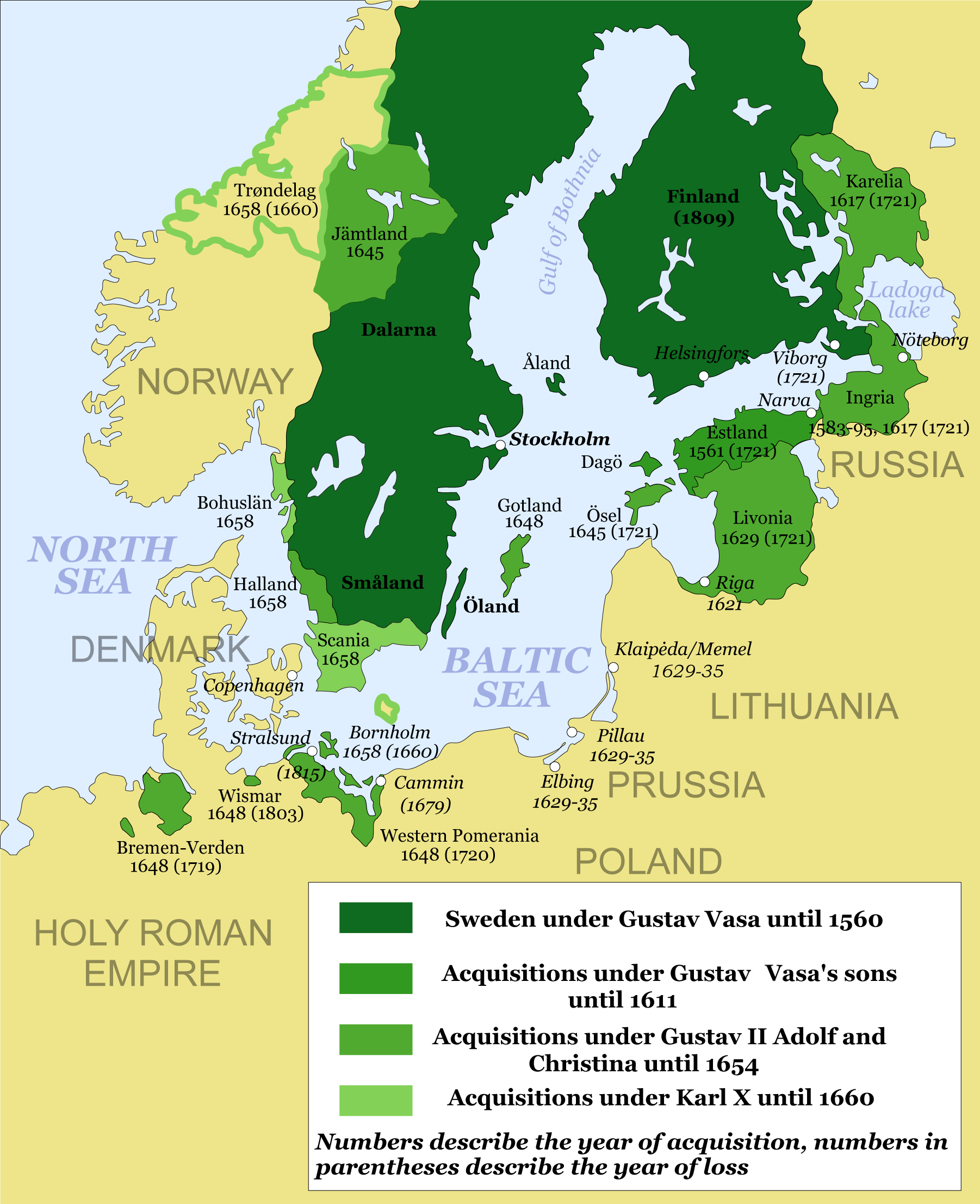
瑞典帝国

俄罗斯与瑞典为争夺波罗的海控制权，展开了长达一个世纪的冲突。18世纪20年代，这场战争以俄罗斯帝国的胜利告终；俄罗斯帝国凭借这一场胜利在获得了出海权的同时，还获得了芬兰、拉脱维亚、立陶宛和爱沙尼亚的所有权。之后俄罗斯人与波兰和立陶宛发生了一系列小规模战争，之后又与普鲁士和奥地利通过谈判达成和解，从而控制了乌克兰和波兰的大部分地区。1812年，拿破仑入侵俄罗斯大败而归，俄罗斯也借此机会夺取了更多领土，成为了一个大国，从而在1814年至19世纪中叶的欧洲事务中拥有了更多的话语权。

### 南线：对奥斯曼帝国和高加索地区

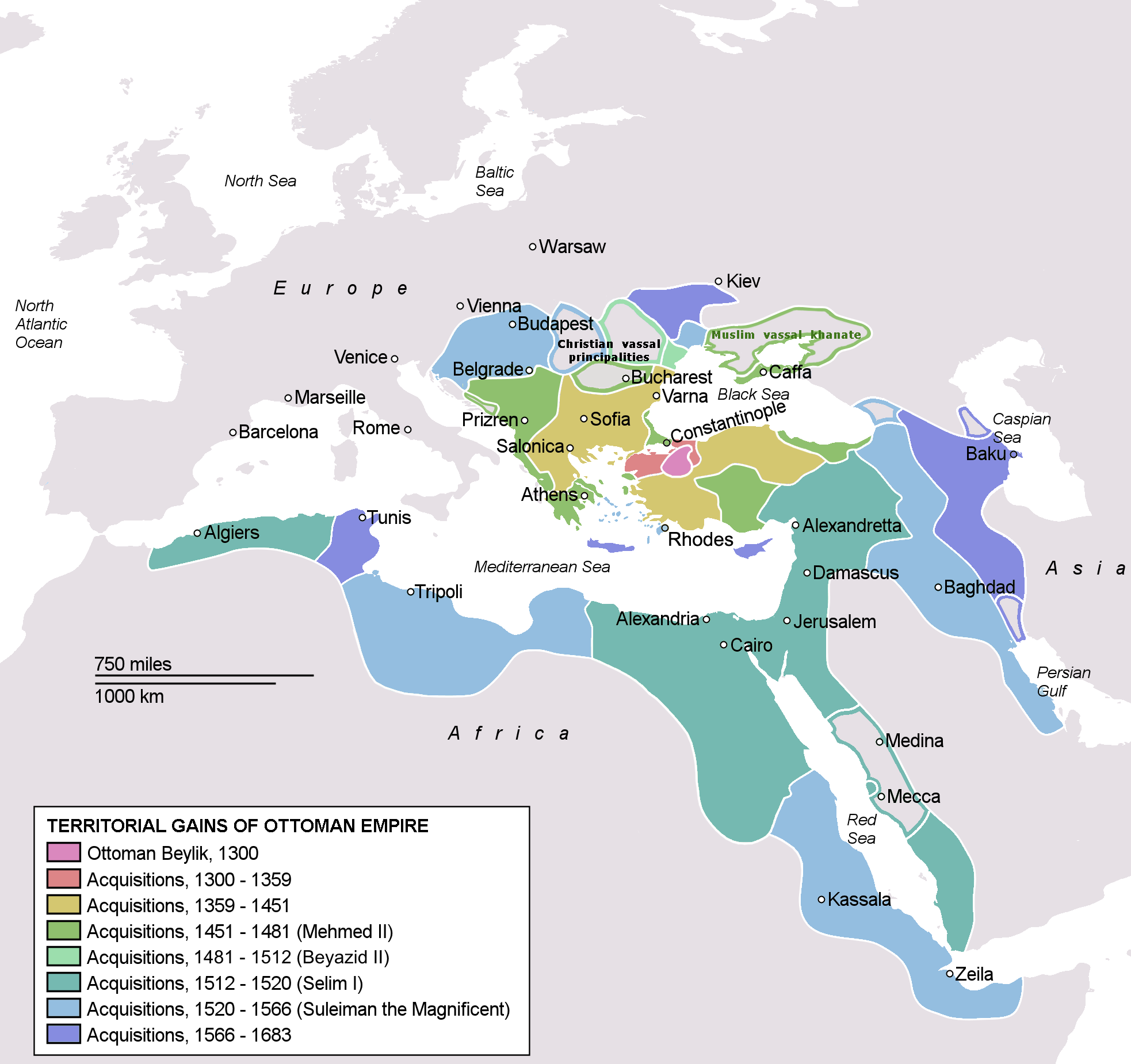
奥斯曼帝国的最大版图

俄罗斯帝国在南部与奥斯曼帝国的冲突持续了几个世纪。在这一系列战争中，俄罗斯人从奥斯曼手中得到了克里米亚等领土，从而成为了巴尔干地区和外高加索东正教会和基督徒背后强大的后盾。克里米亚战争让俄国人吞下了扩张历史上最大的失败，奥斯曼帝国也终于在英法的帮助下收回了先前失去的领土。然而，在1870年前后，这些领土又流入了俄国人手中。

### 东南一线：对中亚
俄罗斯一度掌控着中亚的大片区域；在那里主要居住着突厥族穆斯林。尽管一些俄罗斯人会被派往哈萨克斯坦任官，但这通常并不会影响当地精英执政——前提是这些当地人明确俄罗斯的外交和军事政策。 扩张的热潮最终停止于19世纪中叶；当时俄国人的足迹已经到了阿富汗，并与各部落发生了冲突——这也导致了之后英国人为了保护他们在南亚次大陆苦心经营得到的利益而与俄国人展开的大博弈。

### 远东一线：对中国和日本

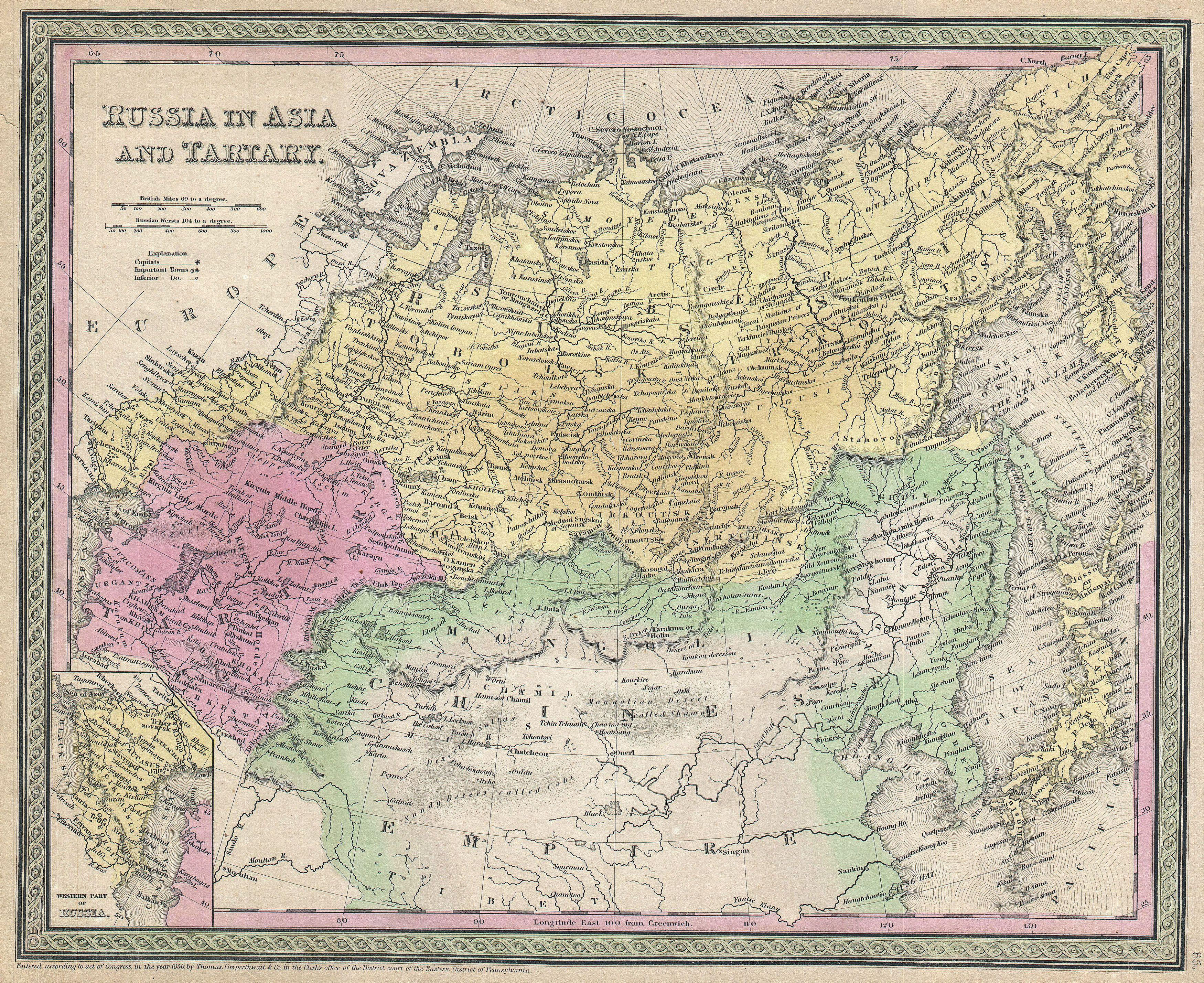
俄罗斯帝国1853年在远东地区的版图

俄罗斯帝国最终挥师东进，通过派人前往矿产资源和农业资源丰富的西伯利亚来尝试增强对当地各部族的控制。这些人在西伯利亚开始入手建立城镇、开拓矿产，并且在西伯利亚铁路沿线修建劳动改造营。1800年，西伯利亚人口总数不过5万，而到1914年时，这一地区的人口总数达到了90万，其中有10万人是在劳改营中关押的罪犯。
为了争取太平洋的出海权，1858至1860年，俄罗斯从清国手中夺去了总面积约40万平方英里的无人领土。这一地区很快也成为了俄罗斯罪犯的流放地，这也让俄罗斯在日本海沿岸海參崴地区的人口在1897年即达到了31万。随后，俄罗斯开始利用伊犁條約和中国政府的赔款与商人援助在新疆和满洲地区进行和平经济开发，并开始铺设東清鐵路，在作为西伯利亚铁路的延伸的同时，也实现了与太平洋沿岸的交通。这时，大日本帝国在19世纪末开始对朝鲜和满洲发动扩张。日本人曾向俄罗斯方面建议，希望能够在俄罗斯维持对满洲的控制的情况下自己占领朝鲜，但被轻视日本人的沙皇严词拒绝了。在因此爆发的日俄战争中，俄军损失惨重，在失去出海口的同时损失了大批战舰。这一失利也让朝鲜和东清铁路南线尽归日本手中。
俄罗斯的扩张也曾涉足北美。俄国人最早先是在阿拉斯加开展小型毛皮贸易业务，并有传教士给当地人传教。1861年起，业务的亏本让美国人产生了反感；英国人也不再为那里的俄国人提供援助。在这腹背受敌的窘境维持了6年后，阿拉斯加被以720万美元的价格卖给了美国。  

## 1793年之前
沙皇塑造出的这样一系列外交政策让平稳的过渡随时有可能转为一夜之间的剧变。1762年，伊丽莎白女王在七年战争中几乎灭亡了腓特烈大帝统治下的普鲁士王国，但就在这时，伊丽莎白女王突然过世。继任的沙皇彼得三世是腓特烈的朋友，这也让腓特烈和他的国家出人意料地免受灭亡之苦。这一奇迹后来也被称为“勃兰登堡家族的奇迹”。 

### 与瑞典
瑞典人和俄罗斯人之间在中世纪屡次展开战争。15世纪以来，俄罗斯人和瑞典人之间发生了大小共11场战争。这些战争中，虽然俄罗斯军队人多势众，但瑞典强大的军事组织能力总能出奇制胜——1700年纳尔瓦战役和1790年斯文斯克松德战役就是最好的证明。 
1600年至1725年，瑞典和俄罗斯之间的斗争主要围绕波罗的海及其周围领土的控制权展开。俄罗斯最终获胜，瑞典也自此一蹶不振。   1610 年，瑞典将领雅各布·德拉加迪挥师进军莫斯科；1623年至1709年，以古斯塔夫·阿道夫和卡爾十二世为代表的瑞典领导人，鼓励并在军事上支持乌克兰反对俄罗斯的霸权。古斯塔夫·阿道夫与俄罗斯进行了英格里亚战争，并于1617年以斯托尔博沃和约的签订结束——这一条约让俄罗斯失去了波罗的海的控制权。然而，瑞典在1709年因试图支持乌克兰的叛乱领导人马泽帕而引发的波尔塔瓦战役中遭遇了最具戏剧性的失败。 

### 彼得大帝
彼得大帝于1695年正式成为俄罗斯的新帝。他在亚历山大·达尼洛维奇·缅什科夫将军和鮑里斯·舍列梅捷夫将军的帮助下，率领俄罗斯人夺取了波罗的海、黑海和里海的出海权，同时也大大扩大了俄罗斯的规模。 在彼得大帝之前，不论是军事方面还是在经济和文化关系方面，俄罗斯在很大程度上与欧洲事务隔绝，而这也让俄罗斯被西欧人看作是神秘遥远的东方大地，从而任人鄙视。这也让彼得大帝认识到争取波罗的海出海口的迫切，因此他也组建了联盟来挑战瑞典。他的成功让俄罗斯在欧洲的地位大变，俄罗斯也成为了欧洲事务的参与者。 
1695 年，彼得一世袭击了控制顿河的奥斯曼军队。由于缺乏海军与指挥的统一性，俄军最终败下阵来。然而他很快吸取了教训，并于 1696 年占领了亞速。 1697年，他前往西欧，学习前沿的战术知识。1698年回国后，彼得大帝开始改革国家，并通过模仿西欧的一系列策略让俄罗斯沙皇国变成了现代化的帝国。之后，彼得大帝剑指更强大、更专业的海陆两军之目标，并向更稳健的经济基础迈进。起初，他过于依赖雇佣的军官，尤其是德国人；不过他很快在俄罗斯建立了一个完备的军事学校网络，以培养新的军官——他毕生的梦想是建造一支俄罗斯前无古人、后无来者的现代化舰队。 
1700年，彼得大帝统领的俄国与丹麦-挪威、萨克森和波兰-立陶宛三重联盟联手，展开了大北方战争。他们对瑞典霍尔斯坦-戈托普王朝的保护国以及利沃尼亚省和英格里亚省发动了攻击。尽管寡不敌众，瑞典军队还是赢得了多次胜利。同年，查尔斯在纳尔瓦战役中击败了一支规模更大的俄罗斯军队。 1706 年，卡尔·古斯塔夫·雷恩斯基厄德将军率领的瑞典军队在弗劳斯塔特战役中击败了萨克森和俄罗斯的联合军队。至此，俄罗斯唯一的仍能够与瑞典抗衡的敌对力量。 
查尔斯随后乘胜追击，向莫斯科进军，一时捷报频传；其中的霍洛琴战役期间，瑞典军队以少胜多，击溃了规模两倍于其规模的俄罗斯军队，为后人称道。然而，瑞典军队在波尔塔瓦遭受了人数远超瑞典两倍的俄军的重创，最终在佩雷沃洛赫纳投降。查尔斯花了数年时间试图重铸瑞典荣光，但只是徒劳。自此，俄罗斯获得了波罗的海的控制权。 

### 与英国，1553-1792年

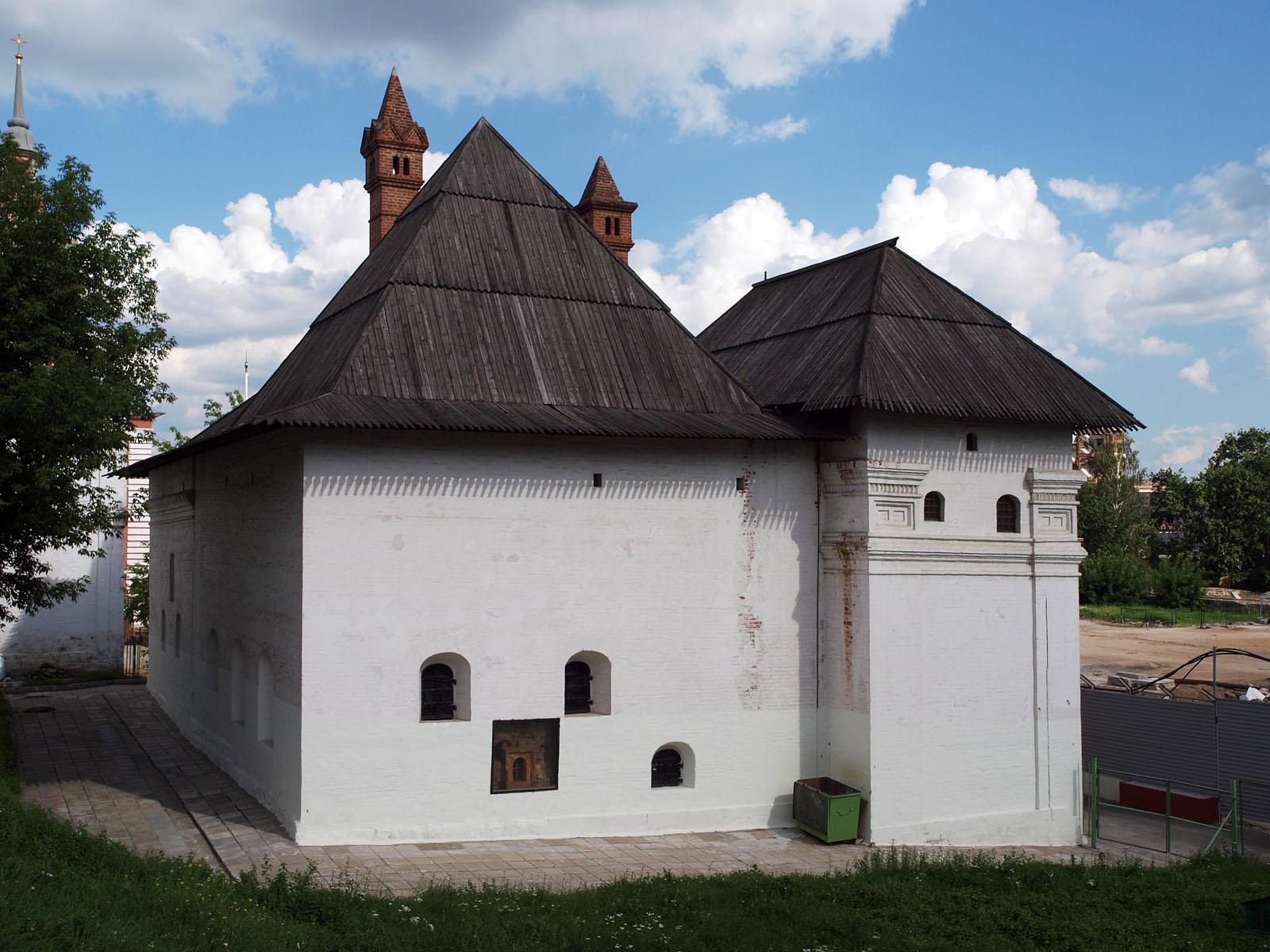
莫斯科旧英国大使馆——莫斯科公司的总部和 17 世纪英国大使的住所

1553年，英国航海家理查德·钱塞勒抵达阿尔汉格尔斯克；自此，英格兰王国和俄罗斯沙皇国建立了关系。这时的俄罗斯沙皇是伊凡四世。2年后，莫斯科公司成立，这一公司在1698年前一直在英国和俄罗斯之间的贸易中起到垄断作用。
18世纪20年代，彼得一世邀请英国工程师来到圣彼得堡。这些工程师在1730年至1921年间建立了一个规模虽小但具有商业影响力的英俄侨商社区。18世纪的一系列欧洲战争中，两国可谓是亦敌亦友——在奥地利王位继承战争期间，两国并肩作战；随后的七年战争期间，两国相互对立，但都从未在战场发生过直接交火。

#### 奥恰科夫问题
18世纪80年代，俄罗斯在克里米亚扩张，奥斯曼帝国危在旦夕。作为奥斯曼的盟友，英国总理小威廉·皮特对此深感震惊。 他试图获得议会的支持来扭转这一局势，并得到了同意。在与奥斯曼帝国的和平谈判中，俄罗斯拒绝归还意义重大的奥恰科夫堡垒。对此皮特威胁称，如果俄国人坚持自己的立场，他们将会采取必要的军事手段。然而，俄罗斯大使谢苗·沃龙佐夫在英国组织了皮特的仇人，并发起了一场舆论运动。虽然皮特以微弱的优势赢得了投票，但是他还是放弃了军事报复。沃龙佐夫也通过这一举动间接确保了英国和俄罗斯之间的商业条约的续签。 

## 1793-1815年：拿破仑时期
沙皇亚历山大一世在1804年至1812年先后四次改变了俄法关系——两国的关系在中立、敌对和同盟三个关系间徘徊。1805年，俄国人加入了英国领导组建的第三次反法同盟，与法国兵戈相向。同年，法军在奥斯特里茨战役中大败俄奥军队，随后俄罗斯政府宣传指责奥地利人的不足，并强调沙皇亚历山大一世的远见卓识。1807年，俄罗斯通过蒂尔西特条约与拿破仑法国结盟，并加入了拿破仑的大陆封锁计划，通过封锁英国经济来抵制英国倡导的体系。然而，亚历山大一世和拿破仑永远无法达成一致想法，尤其是在波兰问题上。这直接导致了联盟于1810年的瓦解。1812年，俄法战争对让战争主动权重又转向了反法同盟国。1814年，俄罗斯军队与其他军队一起将法军击退，并在最终占领巴黎，以此迫使拿破仑退位。 

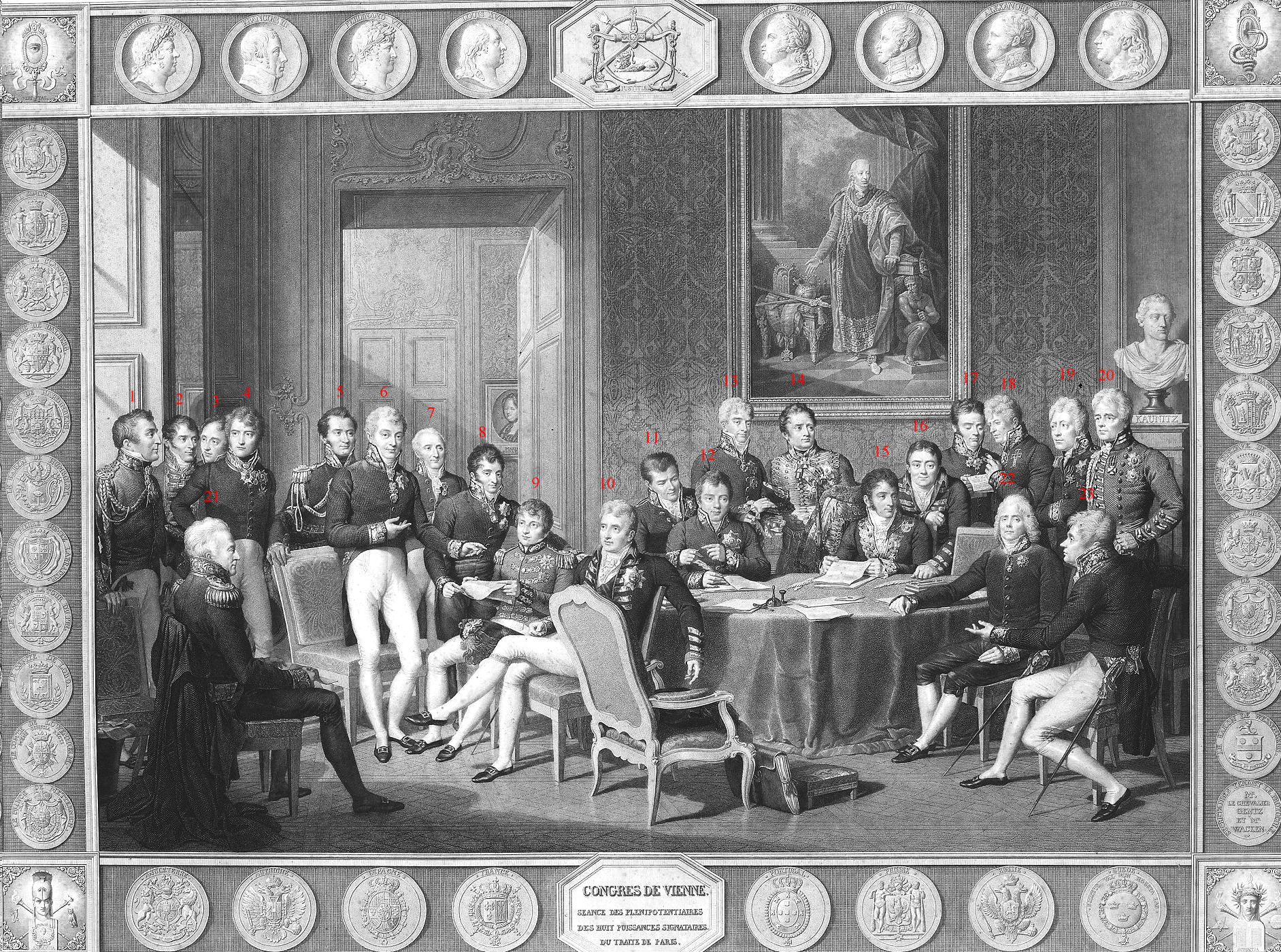
1814 年维也纳会议

作为反法同盟的成员国，俄罗斯在1814年至1815年的维也纳会议上从芬兰和波兰两国身上得到了利益。亚历山大一世出席并深入讨论了波兰、萨克森和那不勒斯王国的处置有关事宜。俄国人也帮助建立了在1815年击败了重新夺权的拿破仑的反法同盟，并进一步促进了英国、法国、奥地利和普鲁士的保守派领导人之间的合作。 之后，波兰收归俄罗斯帝国统治——在这之前，拿破仑曾让波兰再次独立。自此，沙皇也成为了波兰国王，并（在最初）仍允许波兰当地人享有相当大的自治权。 

### 与英国
法国大革命的爆发与随之而来的战争暂时将君主立宪的英国和沙皇专制的俄罗斯联合，结成了反对法国共和主义的意识形态联盟。英国和俄罗斯试图阻止法国人的前进，但他们在1799年联合入侵荷兰失败后走上了分歧的道路。
两国一度处于战争状态。1807年至1812年，两国进行了一些非常有限的海战。1812年，英俄再度成为反法同盟的盟友。 

## 1815–1917年
1815年后，俄罗斯在西欧大力宣扬保守主义。 这个帝国已经得到了它所有想要的土地，但边防的问题应运而生。已被俄罗斯、德国和奥地利三国瓜分的波兰依然是最大的问题——强烈的波兰民族主义意识以及语言和宗教的紧张局势（罗马天主教徒与东正教）已经让不满的情绪充斥在了波兰的空中。1830-1831年和1863-1864年，波兰先后发动了两次大规模叛乱，但最终都被俄罗斯军队镇压。作为回应，俄罗斯帝国开始对波兰施行俄罗斯化。在南部和西南部，奥斯曼帝国江河日下，这也让俄罗斯发现了可乘之机，进而支持东正教基督徒在巴尔干半岛和希腊反抗奥斯曼帝国。俄罗斯帝国这时的主要长期目标是控制伊斯坦布尔海峡，从而获取地中海的入海权。英国和法国很快采取行动，帮助奥斯曼帝国在1853-56年的克里米亚战争中取得了胜利，但也让俄罗斯遭受重创。俄罗斯向南扩张的并不困难，征服土耳其斯坦也不在话下。然而，当俄罗斯进军阿富汗，对南亚次大陆构成威胁时，备受惊动的英国开始有所防备。经过了几十年的外交冲突，两国在1907年签订英俄协约，一场闹剧终于落下帷幕。扩展到西伯利亚的广大地区缓慢而且代价惨重，但最终随着1890年至1904年西伯利亚铁路的完工而成为了可能。东亚的大门自此对俄罗斯打开，而俄罗斯的兴趣主要集中在蒙古、满洲和朝鲜三地。当时的中国已日薄西山，越来越多的领土被割让给俄罗斯，成为双头鹰的领域。强烈反对俄罗斯扩张的日本在1904年至1905年的战争中击败了俄罗斯，并接管了朝鲜；虽然如此，满洲仍然是一个争议地区。早些时候，1871年后，法国着手寻找盟友对抗德国，俄罗斯欣然加入，并于1894年结成军事同盟。之后，法国向俄罗斯大规模贷款、出售军火，并提供外交支持。1907年阿富汗被非正式地划分后，英国、法国和俄罗斯在对抗德国和奥地利的过程中关系变得越来越紧密，并逐渐组成了三国协约，在第一次世界大战中发挥了核心作用。奥匈帝国在德国的大力支持下试图镇压塞尔维亚民族主义，而俄罗斯则支持塞尔维亚，自此一战爆发。各国陆续参战，而德国决定在其他国家宣战之前采取行动，首先在西部入侵比利时和法国，然后在东部入侵俄罗斯。 

### 尼古拉一世，1825–1855年
1815年后，俄罗斯组建了神圣同盟，以镇压欧洲的革命运动。俄罗斯当局认为，这是对合法基督教君主的不道德威胁。尼古拉一世领导的俄罗斯帝国帮助奥地利克莱门斯·冯·梅特涅镇压了当地的民主革命运动，但这较镇压匈牙利1849年革命而言则显得不值一提。
尼古拉斯一世是所有俄罗斯沙皇中最激进的一位。   他咄咄逼人的外交政策引发了大小多次战争，对俄罗斯帝国的财政产生了灾难性的影响。俄波战争之后，他的俄罗斯帝国夺去了波斯在高加索的最后一块领土（包括现代亚美尼亚和阿塞拜疆），从而让俄罗斯有了与奥斯曼对抗的能力。此时，俄罗斯已经得到了达吉斯坦、格鲁吉亚、阿塞拜疆和亚美尼亚，因此最终在高加索地区展现了明显的地缘政治和领土优势。1829年俄土战争结束之后，克里米亚战争让俄罗斯遭受了重大失利。历史学家认为，他对军队的管理过细，阻碍了他麾下将军的发号施令，而他错误的战略也同样阻碍了战场的胜利。威廉·富勒指出，他们经常得出“尼古拉斯一世的统治在国内和外交政策上都是灾难性的失败”的结论。  1855 年尼古拉一世去世，这时的俄罗斯帝国达到了最大版图，面积超过2000万平方公里（ 7.7万平方英里），但改革也是时候该进行了。

### 克里米亚战争，1853–1856年
克里米亚战争的直接原因涉及圣地基督教少数民族的权利，而这一地区隶属于奥斯曼帝国。法国提倡罗马天主教徒的权利，而俄罗斯则提倡东正教徒的权利。奥斯曼帝国的衰落以及英法两国不愿让俄罗斯以奥斯曼为代价获得领土和权力的背景也促成了这一次战争。这场战争主要在克里米亚半岛进行，造成了大量人员伤亡，其中疾病造成的人员伤亡更是不计其数。英法海军的优势在这场战争中起到决定性作用，最终俄军兵败塞瓦斯托波爾，战争落下帷幕。俄罗斯被迫做出让步，但最终收复了他们，并继续威胁奥斯曼帝国。  
在尼古拉一世统治的大部分时间里，俄罗斯被视为一个军事强国，实力相当强大。然而，在他统治末期的克里米亚战争向世界展示了前人所没有意识到的事实，那就是俄罗斯军事薄弱，技术落后，行政管理无能。尽管俄罗斯对南部和土耳其抱有远大而美好的幻想，但他们没有朝那个方向建设铁路网络，而且通讯环境也很糟糕。官僚机构充斥着贪污与腐败，效率低下，甚至从未对战争有过充足的准备。海军力量薄弱，技术落后；陆军虽然规模庞大，但只适合在阅兵式上走个过场。士兵的工资收入囊中被长官贪污，士气低落，军械也甚至存在与英国和法国开发的最新技术脱节的情况。战败之后，俄罗斯领导层决心进行社会和军事两方面的改革。正如富勒指出的那样，“俄罗斯在克里米亚半岛遭遇惨痛的失利后，当局担心如果再不采取措施克服其军事弱点，克里米亚半岛的悲剧必然会再次上演”。  《巴黎条约》利用了俄罗斯的弱点，以屈辱的方式进一步让俄罗斯被削弱。它赋予西欧列强保护在奥斯曼帝国生活的基督徒的义务，俄罗斯则并不能保护那里的东正教徒。1774年的库丘克-凯纳尔吉条约中，对俄罗斯最严厉的条款莫过于要求黑海完全非军事化——俄罗斯最重要的大部分海军设施不能再用于威胁或防御。这导致俄罗斯在之后很长一段时间的黑海和地中海几乎无能为力。 

### 克里米亚战争后

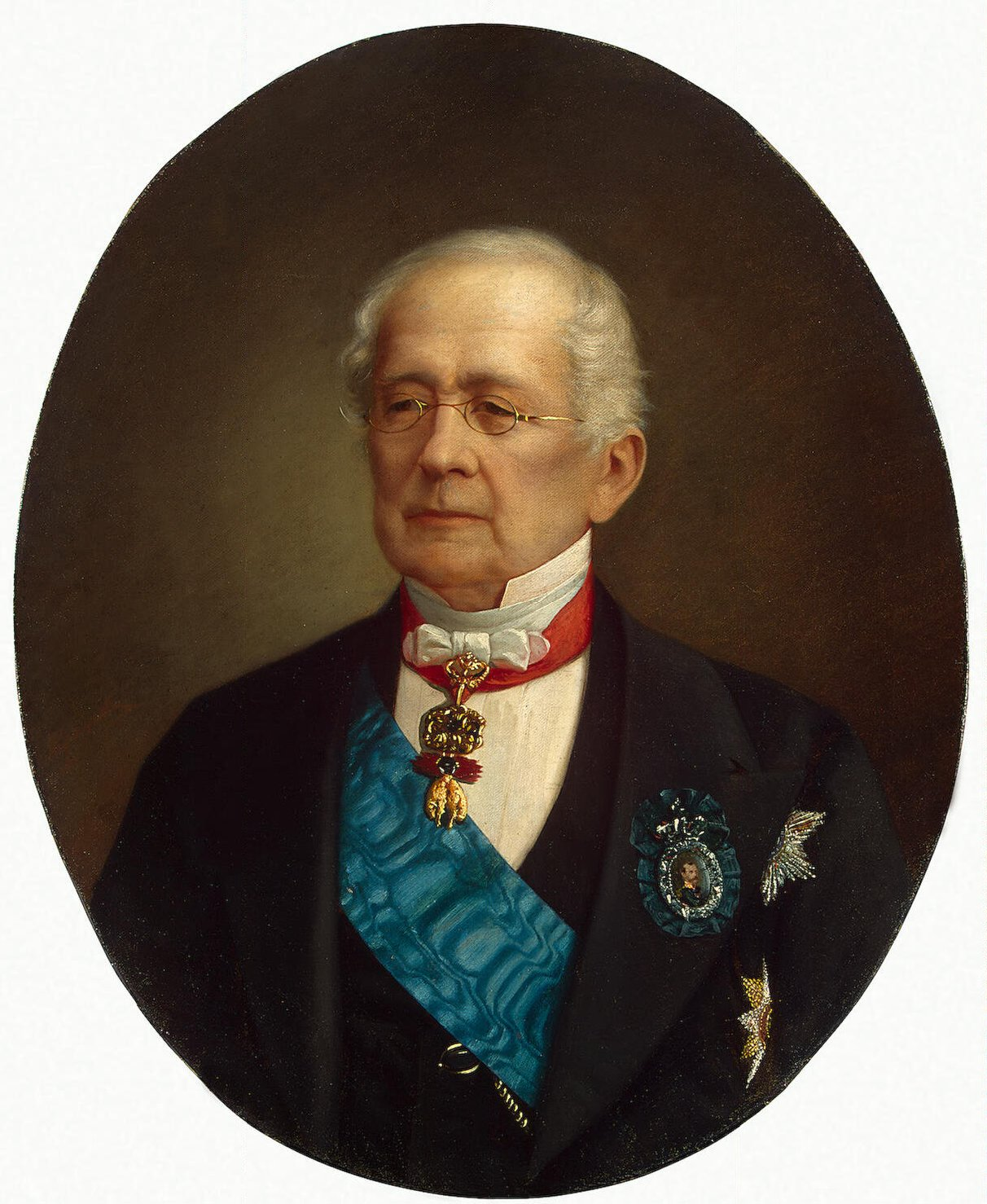
戈尔恰科夫王子，1856-1882年任外务部长

尼古拉一世在克里米亚战争期间即已薨，战后的沙皇已经变为了亚历山大二世。他让戈尔恰科夫王子全权统领外交事务。这位外交家旋即制定了新政策，决定在欧洲保持低调的同时，重建军队和改革国内经济。戈尔恰科夫处事谨慎，但仍然认为目前的当务之急是重新获得黑海入海口。 这一政策是基于目前与法国、普鲁士和美国的良好关系提出的；尽管遭到英国和奥匈帝国的反对，这位外交官最终还是在1870年实现了这一目标。

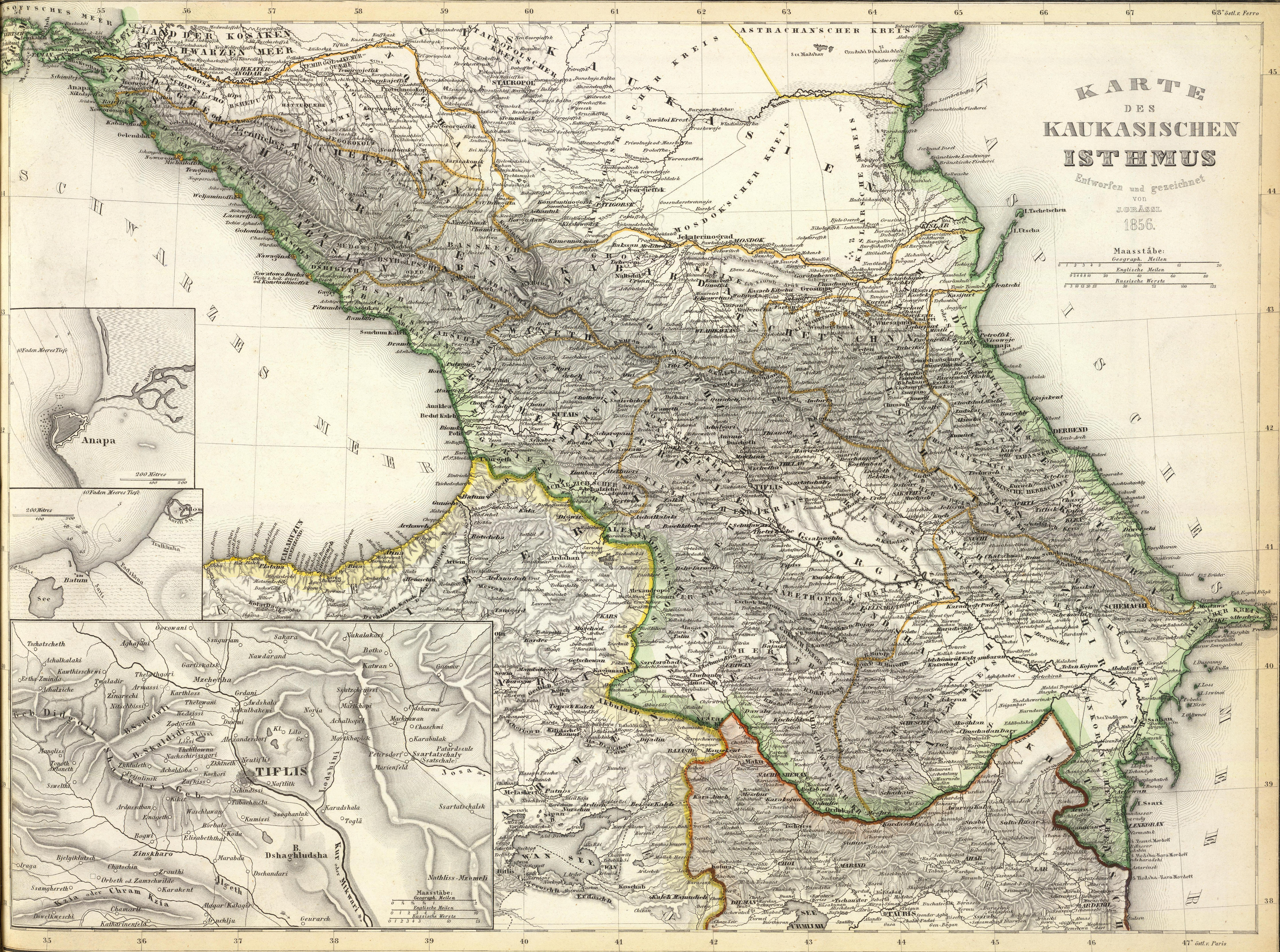
高加索东部地区地图，1856年由J.Grassl绘制

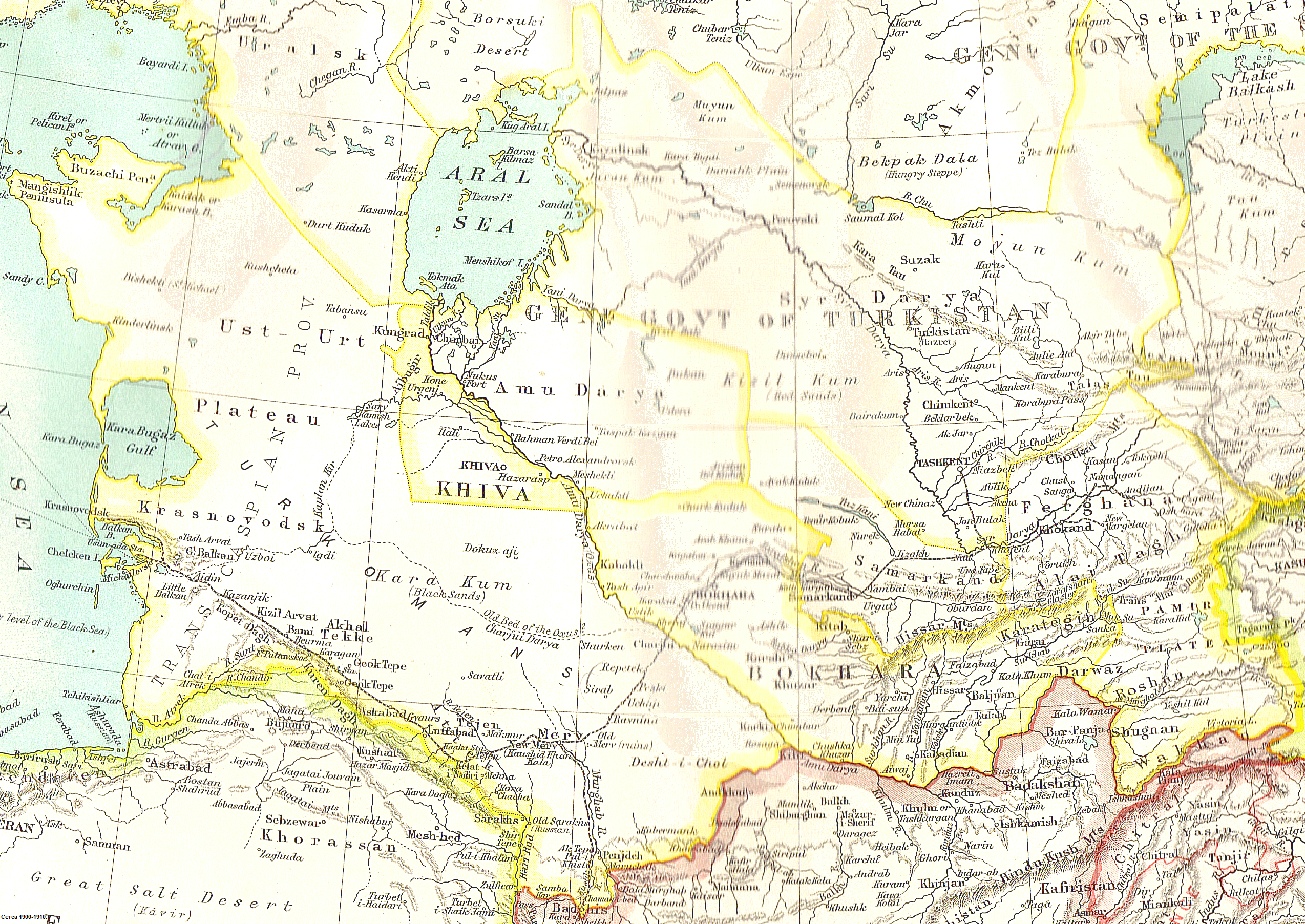
1902-1903年间，俄罗斯帝国在希瓦和布哈拉间的领土分割线

俄罗斯开始转向南部和东部寻求扩张。俄军首先开始夺取高加索地区控制权——尽管19世纪俄罗斯进行了多次战役，但以车臣人、切尔克斯人和达吉斯坦人为首的穆斯林部落的叛乱仍在继续。1859年，亚历山大·巴里亚廷斯基的军队俘虏了传奇的车臣叛乱领袖沙米尔，军队恢复了在尼古拉一世时期开始的向中亚的扩张。塔什干的一部分地区于1866年被俄罗斯吞并，这是对浩罕汗国的重大胜利。1867年，俄罗斯军队已经占领了足够的领土，并且以塔什干为首府建立了土耳其斯坦的总督府。布哈拉随后在 1868年失守战略要地撒马尔罕。为了避免惊动南亚次大陆的英国，俄罗斯让与阿富汗和波斯直接接壤的布哈拉领土名义上独立。中亚列国在1917年之前一直保持一定程度的自治。
俄罗斯继美、英、法三国之后，成为了与日本建交的第四个国家。除此之外，俄罗斯与英法两国一同在第二次鸦片战争中对中国展开了侵略。在1858年和1860年，瑷珲条约与北京条约相继签订之后，中国将黑龙江与乌苏里江两岸的地区割让给俄国人，并允许俄罗斯在海參崴开设港口和海军基地。
作为在欧洲地区的外交目标的一部分，俄罗斯最初对法国的反奥匈帝国外交政策保持了支持立场。然而，当法国在1863年支持波兰起义反对俄罗斯统治时，法俄协约开始恶化。俄罗斯随后承认了德国统一，以换取《巴黎条约》的修订和本国在黑海的重新军事化。这也让俄罗斯与普鲁士的同盟关系更加紧密。这些外交结果都取得于1871年法国在普法战争中战败后的伦敦会议上。1871年后，普鲁士领导下统一的德国成为欧洲最强大的大陆强国。1873年，德国与俄罗斯和奥匈帝国组成松散的三皇联盟，以防止俄罗斯与法国结盟。尽管如此，奥匈帝国和俄罗斯的矛盾在巴尔干地区得到激化，斯拉夫民族之间的斗争和反奥斯曼的情绪在这时终于爆发。
19世纪70年代，俄罗斯民族主义舆论成为其支持将巴尔干基督徒从奥斯曼帝国统治下解放出来、使保加利亚和塞尔维亚成为俄罗斯保护国两大决策的重要国内因素。1875年至1877年，巴尔干危机随着波斯尼亚和黑塞哥维那叛乱以及保加利亚的叛乱而升级，奥斯曼土耳其人以残酷的手段镇压了塞尔维亚，但没有一个西欧列强对其宣战。随后，俄罗斯通过 1877年-1878年的战争拯救了陷入困境的塞尔维亚。一年之内，俄军攻克君士坦丁堡，奥斯曼帝国投降。1878年3月，俄罗斯的民族主义官员说服亚历山大二世迫使奥斯曼帝国签署圣斯特凡诺条约，建立了独立的保加利亚，其版图也延伸到了巴尔干半岛西南部。
这次战争对俄罗斯有利的另一个重要结果是从奥斯曼帝国手中夺取了南高加索的巴统、阿尔达汉和卡尔斯，这些省份之后转变为巴统州和卡尔斯州的军事管理地区。为了解决逃离新边界进入奥斯曼帝国领土的穆斯林难民问题，俄罗斯当局在卡尔斯州安置了大量来自不同种族社区的基督徒，特别是格鲁吉亚人、高加索希腊人和亚美尼亚人，希望在缓解这一问题的同时也能展现这一地区在俄罗斯帝国统治下的果断。 当英国威胁要因圣斯特凡诺条约对俄罗斯宣战时，精疲力竭的俄罗斯做出了让步。在1878年7月柏林会议上，俄罗斯同意缩小保加利亚国土范围。此时，俄罗斯民族主义者因奥匈帝国和德国未能支持俄罗斯而愤怒，但沙皇对正在复兴且不断加强的三皇联盟选择了退让，同时默许了西巴尔干地区的奥匈帝国霸权。 
俄罗斯的外交和军事利益自此之后重新集中在中亚，并于在19世纪70年代镇压了一系列起义，并将到当时为止仍独立的酋长国并入了帝国。1881年，当俄罗斯军队占领了波斯和阿富汗边境的土库曼时，英国再次产生了担忧，但德国为俄罗斯的这一系列扩张提供了外交支持，从而避免了英俄战争的爆发。
与此同时，俄罗斯对保加利亚独立的支持带来了负面效果。保加利亚人对俄罗斯继续干涉内政感到愤怒，于是开始寻求奥匈帝国的支持。在奥匈帝国和俄罗斯之间发生的争端中，德国对俄罗斯采取了坚定的支持立场，同时通过签订德俄再保險條約来博取沙皇的合作。
一年之后，俄德两国产生矛盾，这导致奥托·冯·俾斯麦宣布不再向俄罗斯提供更多贷款，法国取代德国成为俄罗斯的金主。1890年威廉二世宣布俾斯麦卸任，至此，早已飘摇的俄罗斯-普鲁士协约在持续了25多年后最终瓦解。三年后，俄罗斯与法国结盟，缔结一项联合军事公约，与德国和奥匈帝国于1879年形成的双重联盟相抗衡。 

### 与英国

#### 恐俄症
1820年到1907年，英国高层官员对俄罗斯的敌意越来越强烈，对印度一带的自身利益也感到十分焦虑。他们担心，俄罗斯会通过阿富汗之后向南推进。此外，人们越来越担心俄罗斯会通过攻击摇摇欲坠的奥斯曼帝国来打破东欧局势的平衡。 这种恐惧使近东问题成为一个高度优先的问题。俄罗斯目前也在努力获得一个能够供海军使用的不凍港。他们想要从黑海进入地中海，但这意味着他们需要通过奥斯曼帝国控制的海峡。 
俄罗斯代表东正教希腊人宣布加入希腊独立战争。之后的伦敦和平条约对希腊十分有利，但这也加剧了英法两国对俄罗斯畏惧。1851年，万国博览会在伦敦水晶宫举行，四十个国家展现了共十万余件展品。作为世界上第一个国际博览会，俄罗斯希望借此机会扭转西方国家眼中自己军国主义镇压暴政的刻板印象。日益增长的恐俄症终于在这时得到消除，但其奢侈品和大型艺术品几乎完全没有采用先进技术，所以并没有改变俄国的声誉。英国认为俄罗斯海军太弱而无需担心，但仍然认为其规模庞大的军队存在着很大的威胁。 
俄罗斯对奥斯曼帝国的压力仍在持续，这让英国和法国不得不与奥斯曼结盟，并在克里米亚战争一举击溃俄罗斯。英国和法国不远万里前往克里米亚半岛参与战争，其中一个原因就是先前的恐俄症。 1830年后，英国各界都支持波兰人反对俄罗斯的严厉统治，其中自由主义者尤甚。然而，英国政府在俄罗斯19世纪60年代镇压起义时却只是观望，拒绝进行干预。 
1874年，维多利亚女王的次子娶了沙皇亚历山大二世的独生女，随后沙皇进行了国事访问，紧张局势有所缓和。然而这表面上的善意只持续了不到三年，一股强大的力量再次将两国推向了战争的边缘。 

#### 大博弈与亚洲外交

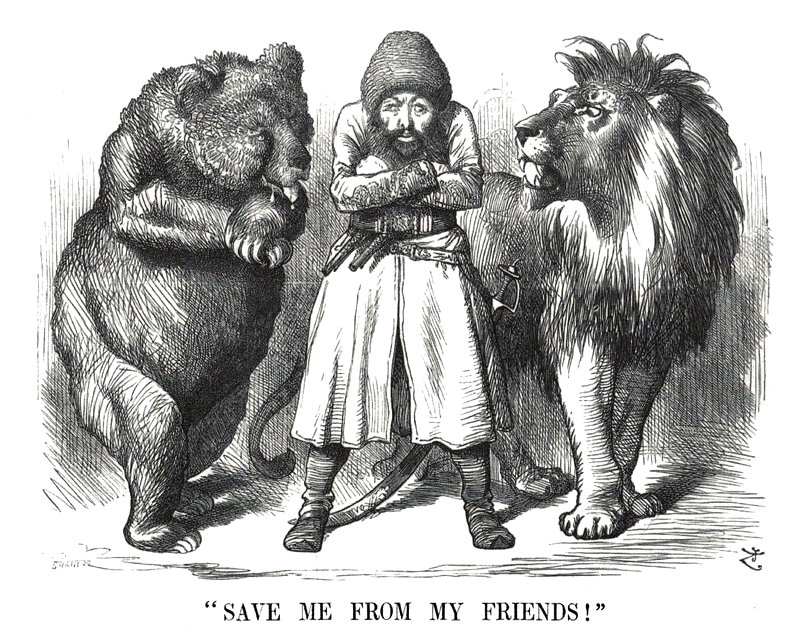
俄罗斯被描绘成一头熊，英国被描绘成一头狮子，在大博弈中注视着任人宰割的阿富汗。

在19世纪后期的大博弈中，英国和俄罗斯之间在中亚地区的竞争乘嚣直上。俄罗斯希望在印度洋能够拥有不冻港，而英国则希望阻止俄军获得通往印度的潜在通途。  1885年，俄罗斯在潘杰德事件中吞并了阿富汗的一部分领土，立即引起了战争恐慌。然而，俄罗斯外交部长尼古拉吉尔斯和俄罗斯驻伦敦大使德斯塔尔男爵于1887年达成了一项协议，在中亚建立了一个缓冲区。俄罗斯也借此赢得了英国对其扩张主义的默许。 波斯在没有遭遇战争的情况下也被划分为势力范围，局势十分紧张。 
在1899年至1901年义和团运动期间，俄罗斯跟随多国派遣军队保护在中国的他国居民。 

### 和平政策

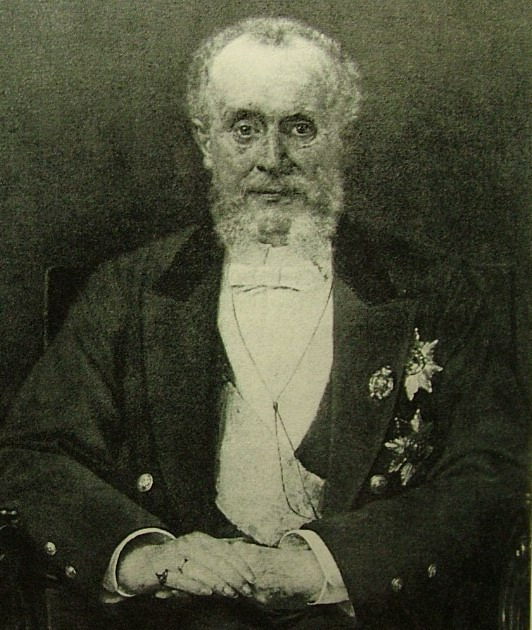
尼古拉·吉尔斯，1882-95任外交部长

外交官尼古拉·吉尔斯是斯堪的纳维亚的一个贵族后裔，1882年至1895年在亚历山大三世统治期间担任外交部长。他也是1891年法俄联盟的缔造者之一，该联盟后来随着英国加入而逐渐扩展为三国协约。该联盟的存在使法国摆脱了外交孤立，并让俄罗斯从与德国的联盟向与法国阵营转移，从而也得到了来自法国对俄国经济现代化的财政援助大力支持。亚历山大因和平政策而受到赞誉，但根据玛格丽特·麦克斯韦的说法，历史学家低估了他在外交上取得的功绩，而这种外交以谈判、条约和公约为特色。这些签订的约同界定了俄罗斯的边界，并使不稳定的周边局势恢复了平衡。除此之外，他支持多个国际委员会并多次出访，期间多次强调俄罗斯的和平意图。 1885 年，这位沙皇也解决了与英国长期存在的紧张关系，令后人称道。 吉尔斯成功地抑制了沙皇亚历山大三世的侵略意图，并且使他相信沙皇制度的延续关键在于规避重大战争。凭借对沙皇情绪和观点的深刻洞察，吉尔斯总能战胜以自己针锋相对的记者和官员，甚至连沙皇和他自己的大使都能够被他说服。在吉尔斯和亚历山大的领导下，俄罗斯没有发起过任何重大战争。 

### 日俄战争，1904–1905年
日俄战争起源于两国对满洲和朝鲜的争夺。当时大多数国际观察家认为，俄罗斯将轻松战胜后起之秀日本；但当日本击沉俄罗斯舰队并赢得战争的胜利时，人们无不惊诧。这也是亚洲首次战胜现代欧洲大国。起初，俄罗斯想要为其不断壮大的海军寻求一个不冻港，来满足他们在太平洋的需求。符拉迪沃斯托克仅在夏季作为军港运转，而中国租给俄罗斯的關東省旅顺港则全年保持运转。1895年甲午战争之后，日俄谈判无果而终。日本担心俄罗斯向东穿越西伯利亚和中亚侵略他们，于是提出承认俄罗斯在满洲的统治地位，以换取承认韩国在日本势力范围内的恳求。日本人对朝鲜的战略意义重视程度远高于俄国人，但俄罗斯要求朝鲜半岛在北纬39度线以北的地区必须作为俄罗斯和日本之间的中立缓冲区。自此之后，日本开始在外交上孤立俄国人，并且在 1902年签署了英日同盟中可见一斑。 1904年谈判破裂后，日本海军突然袭击了位于亚瑟港的俄罗斯东部舰队，从而展开了进攻行动。俄罗斯军队屡战屡败，但沙皇尼古拉二世坚信俄罗斯最终会获胜，因此他拒绝和谈。1905年5月的对马海战中，俄罗斯的主力舰队在绕地球一周后终于抵达朝鲜，但是几个小时内便被悉数击沉，损失惨重。 在美国总统西奥多·罗斯福调解下，两国最终签订《朴茨茅斯条约》。这一条约对日本极为有利，同时也打破了东亚的国力平衡。 
根据与日本的条约，英国一直保持着中立状态。 然而，1905年10月发生了短暂的战争恐慌，当时前往日本作战的俄罗斯战斗舰队在北海误与多艘英国渔船交战。这些误会很快得到了解决。  
俄罗斯不仅因败在亚洲国家的手上而蒙羞，国内也发生了大规模动荡；其中1905年革命尤甚。根据日本的要求，南满洲被划归为日本的利益范围，朝鲜则完全划归日本——它于1910年正式被日本吞并。作为交换，俄罗斯获得了对北满洲的控制权。哈尔滨市也因此成为了主要的铁路和行政中心。俄罗斯定居者逐渐迁入，同时贸易也逐步开始建立，采矿业也得到很大程度的开发。俄罗斯在外蒙古也有了自己的管辖权，尽管这一片区域此时名义上仍归中国所有。
1907年签署的英俄公约结束了中亚长期的竞争，这也让两国能够包夹德国人。德国人先前威胁称要通过新铁路连接巴格达与柏林，这在之后也可能会使土耳其帝国与英国结盟。这一公约也结束了波斯一带的争端——英国人宣布将居于波斯北部不再南下，而俄罗斯则承认波斯南部是英国势力范围的一部分。俄罗斯还承诺远离西藏和阿富汗。作为交换，英国也向俄罗斯提供了贷款和一些政治支持。  

## 第一次世界大战期间

战前不久的欧洲外交联盟。注：德国和奥斯曼帝国只是在战争爆发后不久结盟。

### 盟友：1907–1917年
自20世纪伊始，国际外交形势便已开始变得微妙。俄国因1904年英法两国签订的协约而深陷困境，而他们同时和法国已经有一项共同防御协议，规定如果英国向俄罗斯宣战，法国有义务向英国进攻，而如果英国向法国宣战，俄罗斯将集中超过30万军队在阿富汗边境入侵印度。在俄国人看来，唯一的解决办法就是自己加入英法联盟。1907年签署的英俄协约使俄国正式成为了三国协约的一部分。
俄罗斯和日本在日俄战争后，关系有所缓和。由于与日本建立军事联盟的英国与德国越来越疏远而与俄罗斯越来越亲近，发展非正式军事联盟也并非不可能。英俄协约已经解决了英俄两国悬而未决的困难，而日本和俄罗斯对在满洲和中国发展铁路有着浓厚的兴趣，所以第一次世界大战中，日本与俄罗斯、法国和英国一拍即合，成为盟友。日本在战争中取得了重大进展，夺取了德国在太平洋和中国的大部分殖民地，同时也试图将中国变为自己的傀儡。  
影响俄罗斯外交政策的因素分析中，出现了一个相对较新的理解方式，即泛斯拉夫精神的发展。这种精神让俄罗斯对所有讲斯拉夫语的民族，特别是那些宗教上是东正教的民族都有一种独特的保护冲动；这种冲动的增长转而让俄国人将注意力从奥斯曼帝国转移到奥匈帝国对斯拉夫人民构成的威胁上。塞尔维亚自称为泛斯拉夫理想的拥护者，也正是因此，奥地利在1914年发誓要灭亡塞尔维亚。 历史学家在俄罗斯在战争中承担了多少责任这一问题上依然持有不同意见，因为它在塞尔维亚的七月危机中受到奥匈帝国的攻击时主动站在了塞尔维亚那一边。  也有以肖恩·麦克米金为代表的一部分人认为，俄罗斯人负有最大的罪责，因为他们的目标是在中东进行帝国主义扩张。